# Гайнц Гольцманн
Гайнц Гольцманн (нім. Heinz Holzmann, 15 серпня 1945, Маннерсдорф) — австрійський футбольний арбітр, арбітр ФІФА з 1986 по 1993 рік.

## Кар'єра
З 1984 року обслуговував матчі вищого дивізіону Австрії, загалом на кар'єру обслуживши 141 гру в цьому турнірі. Також з 1986 року судив матчі міжнародного рівня, будучи головним арбітром зокрема у півфіналі молодіжного чемпіонату Європи 1990 року.